# Molnár Zoltán (fotóművész, 1929)
Molnár Zoltán (Brassó, 1929. március 15. –) erdélyi magyar tanár, sportoló és fotóművész.

## Életútja, munkássága
Római katolikus kézműves családból származik. Felsőfokú tanulmányokat a kolozsvári Bolyai Tudományegyetemen folytatott, 1952-ben szerzett kémia szakos diplomát. Marosvásárhelyi középiskolákban tanított kémiát, közben aktív sportoló is volt, már 1947–52 közt kézilabdázó, majd 1953–63 közt céllövő I. osztályú minősítéssel, nemzetközi versenyeken szerepel, 1963–92 közt sízőként szerez I. osztályú minősítést. 1952–54 közt kézilabda-versenybíró, 1963–66 közt a marosvásárhelyi Egyetemi Sportklub céllövő csapatának edzője.
Szenvedélyes fotós 1952 óta, ezen időszak alatt 40 országban állított ki, mintegy 500 kiállításon vett részt. Hetvennél több díjat nyert. „Molnár Zoltán ötven év alatt készített fényképei nélkül több ezer pillanattal lenne szegényebb a Végtelen Valóság” ... olvasható a marosvásárhelyi fotóművészt bemutató fényképalbum Banner Zoltán művészettörténész szignálta bevezető esszéjében. 2003. június 20-án Marosvásárhelyen, a Bernády-házban megnyílt jubileumi kiállítása. Székelyudvarhelyi egyéni tárlata 2004. január 15-én nyílt meg. A művész munkásságát Zepeczaner Jenő, a Haáz Rezső Múzeum és Képtár igazgatója mutatta be.

## Díjak, elismerések (válogatás)
- Artist Fiap (1991)
- Artist Excellence (1995; a Fédération Internationale de L'Art Fotografique kitüntetése)